# Henri Roquette
Pour les articles homonymes, voir Roquette.
Henri-Théodore-Clair-Jean-Denis-Louis Roquette, né à Saint-Amans-des-Cots le 25 septembre 1859 et mort à Rodez le 17 avril 1930, est un avocat et homme politique français.

## Biographie
Fils de Charles-Henri Roquette, magistrat, vice-président du Conseil général de l'Aveyron, et de Louise Colombier, c'est à Lille, où son père est alors juge à la Cour d'appel, qu'Henri Roquette consacre, loin de sa province natale, la plus grande partie de sa vie. Docteur en droit, il exerce la profession d'avocat au barreau de Lille. Il y épouse, en 1884, Céline Le Blan, fille d'un manufacturier lillois. Leurs fils fonderont la société Roquette Frères.
Propriétaire du château du Batut à Saint-Amans-des-Cots, il entre tardivement dans la vie politique nationale quand, vice-président du Conseil général de l'Aveyron, il est élu député, en 1919, sur une liste du bloc national. Il siège au sein du groupe de l'entente républicaine démocratique.
Proclamé réélu en 1924, il est ensuite invalidé, mais retrouve son siège, dans la circonscription d'Espalion, en 1928.
Il meurt en cours de mandat, en avril 1930.

## Mandats
- Conseiller général du canton de Saint-Amans-des-Cots (Aveyron)
- Vice-président du Conseil général de l'Aveyron
- Député de l'Aveyron : 1919-1924, 1928-1930